# Ununennium
Az ununennium a 119-es rendszámú, jelenleg még nem bebizonyított létezésű kémiai elem. Eka-franciumnak is hívják és a transzaktinoidákhoz tartozik. Vélhetően folyadék halmazállapotú, erősen bázikus alkálifém, valószínűleg ezüstösen fehér vagy szürke. Atomtömege 295 (becsült). Az oganeszonra alapozott elektronszerkezete: [Og]{\displaystyle 8s^{1}}
Az ideiglenes név a rendszám három számjegyéből alakult ki. Ez az anyag azért érdekes, mert a tudományos jóslatok szerint ez az első folyékony radioaktív elem, valamint a higany után a második szobahőmérsékleten folyékony fém. Továbbá az eddig nem kutatott nyolcadik periódus is ezzel kezdődik. Mivel a természetben nem található meg, mesterséges magreakcióval lehet előállítani.

## Sikertelen előállítási kísérletek
A 119-es elemet 1985-ben einsteinium-254 céltárgy kalcium-48 ionokkal történő bombázásával próbálták meg előállítani a 
superHILAC gyorsítóban az USA Kalifornia államában levő Berkeley-ben. Nem sikerült kimutatni, hogy a kívánt mag keletkezett volna.
{\displaystyle \,_{99}^{254}\mathrm {Es} +\,_{20}^{48}\mathrm {Ca} \to \,_{119}^{302}\mathrm {Uue} ^{*}\to \ \ nincs\ term{\acute {e}}k}
Nagyon valószínűtlen, hogy ez a reakció használható legyen, mivel rendkívül nehéz elegendő mennyiségű Es-254-et előállítani ahhoz, hogy kellően nagy céltárgyat készíthessenek belőle, amire pedig szükség volna a kísérlet érzékenységének növeléséhez.
A várakozások szerint jóval nagyobb lesz a siker esélye a dubnai Flerov Intézetben 2019 tavaszán kezdődő kísérletekben, ahol titán-50 ionokkal bombáznak berkélium céltárgyat.